# Sebecus icaeorhinus
Sebecus icaeorhinus Simpson, 1937 è un rettile estinto affine ai coccodrilli, vissuto nell'Eocene inferiore (circa 50-45 milioni di anni fa). I suoi resti sono stati ritrovati in Sudamerica.

## Descrizione
Conosciuto principalmente per il cranio, questo animale doveva essere lungo circa quattro metri e differiva notevolmente dai coccodrilli attuali. Il cranio, infatti, era alto e stretto, con un palato profondamente concavo; in sostanza, in sezione il muso doveva avere la forma di una U. Questa condizione è nota come oreinirostra (o altirostra). Un'altra particolarità del sebeco era data dalla dentatura: al contrario dei coccodrilli odierni, infatti, il sebeco possedeva denti compressi lateralmente, dotati di carena e leggermente ricurvi all'indietro. Per molti anni, fino alla scoperta di un cranio di Sebecus, denti isolati di questo tipo erano stati rinvenuti in varie zone del Sudamerica; poiché i dinosauri teropodi possedevano una dentatura analoga, il paleontologo Florentino Ameghino ritenne che rappresentassero i resti degli ultimi dinosauri sopravvissuti dopo l'estinzione del Cretaceo. Con la scoperta di Sebecus fu chiaro che questi denti appartenevano a coccodrilli. Un caso analogo avvenne in Nordamerica, a causa di denti isolati del coccodrillo Boverisuchus.

## Classificazione

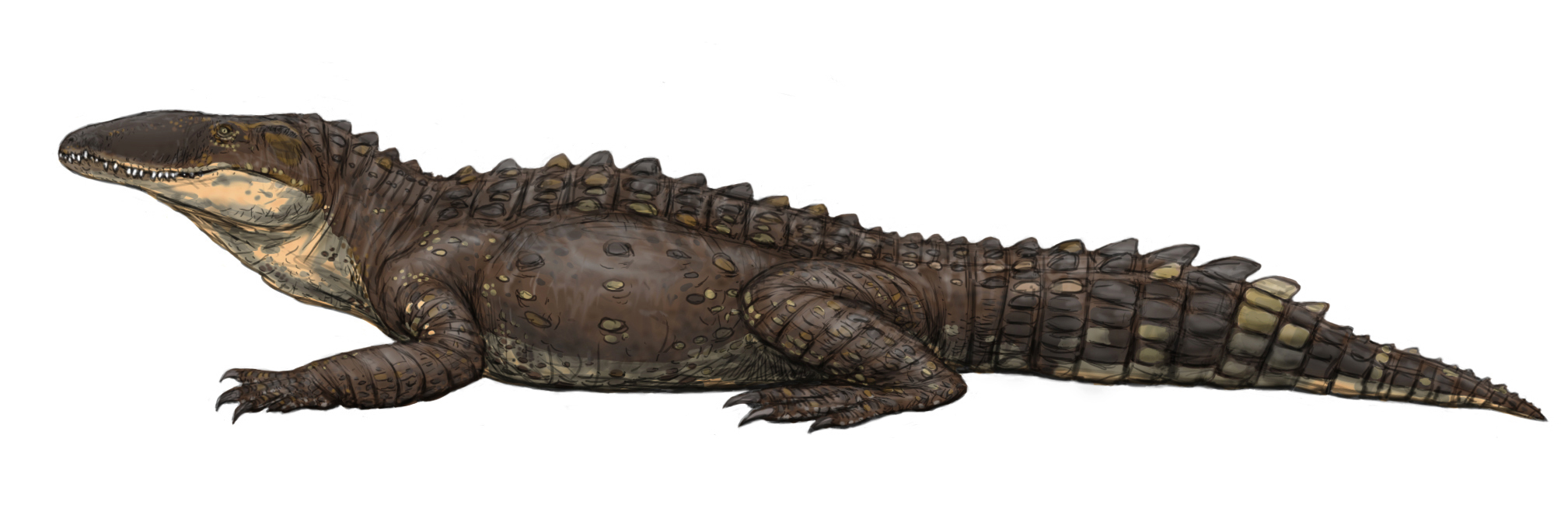
Ricostruzione di Sebecus

Descritto per la prima volta da George Gaylord Simpson nel 1937, il sebeco non venne riconosciuto immediatamente come un appartenente al gruppo dei coccodrilli, a causa delle notevoli caratteristiche. Anzi, lo stesso Simpson ritenne di aver scoperto un arcosauro di tipo del tutto nuovo, forse imparentato alla lontana con i coccodrilli, e istituì il gruppo Sebecosuchia. Solo in seguito vennero riscontrate le notevoli affinità con i coccodrilli: attualmente il sebeco e i suoi parenti (Sebecidae) sono considerati crocodilomorfi specializzati, all'interno del gruppo degli zifosuchi (Ziphosuchia). Al genere Sebecus sono state ascritte varie specie, vissute tra l'Eocene inferiore e il Miocene; attualmente, però, si considera appartenente a Sebecus solo la specie tipo, S. icaeorhinus, dell'Eocene inferiore. La specie S. huilensis, del Miocene e dotata di un cranio più stretto della precedente, è stata ascritta al nuovo genere Langstonia, mentre la specie S. querejazus, molto più antica (Paleocene), è stata ascritta al genere Zulmasuchus. Affini a questi animali erano Bretesuchus e il gigantesco Barinasuchus.

## Stile di vita
Nonostante il sebeco sia noto quasi esclusivamente per il cranio, i paleontologi hanno cercato di ricostruire il modo di vita di questo bizzarro coccodrillo. Il cranio altirostro è ampiamente diffuso tra gli arcosauri terrestri predatori, dal momento che è molto utile a sopportare notevoli carichi in senso verticale (ad esempio nel fare a pezzi una preda). I coccodrilli odierni, invece, hanno generalmente crani larghi e piatti. È possibile, dunque, che il sebeco fosse un predatore terrestre, dai movimenti piuttosto veloci, che cacciava rettili e mammiferi di discrete dimensioni. D'altro canto, i resti di Sebecus sono stati rinvenuti spesso in sedimenti di zone fluviali; inoltre, alcuni paleontologi ritengono che il cranio non fosse particolarmente adatto a chiudere improvvisamente le fauci, quanto ad aprirle di scatto. È possibile che il sebeco si fosse specializzato nella caccia d'agguato agli uccelli acquatici, sui quali poteva avventarsi esercitando una pressione delle mascelle sufficiente a rompere le fragili ossa delle lunghe zampe.